# Torniella
Torniella est une frazione située sur la commune de Roccastrada, province de Grosseto, en Toscane, Italie. Au moment du recensement de 2011 sa population était de 294 habitants.

## Géographie
Torniella est un petit village médiéval situé dans les collines boisées au nord de Roccastrada, entre les réserves naturelles de Pietra et de Farma.

## Monuments et lieux d'intérêt
- Église San Giovanni Battista (XVe siècle)
- Église Immacolata Concezione, ou église de la Compagnie de Saint-Sébastien (XVIIe siècle)
- Château de Torniella, en ruine, (ancienne forteresse aldobrandesque)
- Murailles de Torniella, un ancien système défensif du village-château, dont certaines sections subsistent.
- La Réserve naturelle de Belagaio.